# キヨ (ゲーム実況者)
キヨは、日本のゲーム実況者、YouTuber、タレント。YouTubeやニコニコ動画にゲーム実況動画をメインに投稿しており、2014年に開設したYouTubeチャンネルは専業ゲーム実況者1位の登録者数539万人を超える。ゲーム実況グループ最終兵器俺達のメンバーである。また、同じゲーム実況者であるレトルト、牛沢、ガッチマンの4人を合わせて日本TOP4と呼ばれている。北海道出身。

## 来歴

### ゲーム実況者になるまで・最終兵器俺達結成前
2009年、高校の同級生でインターネットに強かったこーすけを誘いゲーム実況を始める。10月20日、初めてのゲーム実況動画「ポケットモンスター プラチナ」をニコニコ動画に投稿する。10月25日、こーすけと2人で「青鬼」のゲーム実況を投稿。こーすけが「最終兵器彼女」が好きという理由で最終兵器俺達のグループ名が決定した。その後11月15日にヒラ、11月23日にフジが助っ人として実況に参加。初期の最終兵器俺達はキヨとこーすけの2人組だったが、次第に4人で活動するようになる。この活動最初期は「足フェチのキヨ」と名乗っていた。また、「青鬼」投稿前は、こーすけとのコンビ名をK&Kと名乗っていた。

### ゲーム実況デビュー以降
2011年12月12日、ニコニコ動画サービス誕生5周年による企画「5周年記念ニコニコ動画発掘ランキング」にてキヨのユーザーアカウントが動画総再生ランキングで1位を獲得した。
2012年1月3日、こーすけと共に初めてニコニコ動画の公式生放送に出演する。これはこーすけがニコニコ運営側に逆オファーを送り、前日に急遽出演が決まったものだった。4月29日には幕張メッセで開催されたニコニコ超会議、ニコニコ超パーティーに最終兵器俺達として出演、初めてファンの前に姿を現した。以降、ニコニコ関連の番組やイベントに頻繁に呼ばれるようになると共に、他のゲーム実況者とのコラボ実況が増えていく。6月1日、以前から生放送などを一緒に行っていたゲーム実況者のレトルトと初めてコラボ実況動画を発表する。その後、レトルトがゲーム実況者のP-Pとつわはすとコラボしていたことからキヨも加わり、4人でゲーム実況を行うことが多くなる。2015年のつわはすの引退とP-Pの活動休止まで活動は続いた。なお、キヨやレトルトのTwitterのツイートより、現在も彼らとの交流は続いているとのこと。12月22日、最終兵器俺達のニコニコミュニティのレベルがゲーム実況者として初めて上限の256レベルに到達する。
2013年2月24日、神戸 THE CHICKEN GEORGEで最終兵器俺達の単独イベント「～最終兵器俺達～ 公開ゲーム実況」を開催する。5月15日、レトルトと第一回「全く身にならないラジオ」を投稿する。このラジオシリーズは全身ラジオと呼ばれ現在まで続いている。10月27日、レトルトと東京ヤクルトホールでイベント「公開ゲーム実況」を行う。ゲストにガッチマン、牛沢、まおを迎えて昼と夜の二部制で開催された。
2014年3月1日、YouTubeにチャンネルを開設。6月7日、レトルトと東京ニッショーホールでイベント「公開ゲーム実況NEXT」を開催する。11月2日、レトルトと東京よみうりホールでイベント「公開ゲーム実況SPECIAL」を開催する。また同日、ニコニコチャンネルにキヨの人生あまちゃんネルを開設する。
2015年7月10日、顔バレが原因で素顔を公開する。活動6周年を迎えた10月25日にはこーすけが素顔を公開し、最終兵器俺達はキヨとこーすけの2人が顔出しするようになった。
2016年3月12日、レトルトとゲーム実況イベントLEVEL.1を中野サンプラザホールで開催する。ゲストにガッチマン、牛沢、フジを迎えた５人でのイベント「LEVEL」シリーズは以降不定期に開催されるようになる。9月10日、レトルトと2人で「全く身にならないイベント in 大阪」、9月25日に「全く身にならないイベント in 札幌」を開催する。
2017年3月25日、ゲーム実況イベントLEVEL.2を東京国際フォーラムホールAで開催する。7月27日、キヨ、レトルト、牛沢、ガッチマンの4人でFriday the 13th: The Gameを実況する際、冗談で自分達のゲームの実力が「日本TOP4」と言ったことから4人の愛称として定着する。9月22日、YouTubeのチャンネル登録者数が100万人を突破する。
2018年1月6日、ゲーム実況イベントLEVEL.3を日本武道館で開催する。1月8日、オリジナルソング「全く身にならない日々」のMVを発表する。まふまふがプロデュース、キヨとレトルトが歌った同曲は約14か月で再生回数1000万回を達成した。12月26日、ゲーム実況イベントとしては最大となるさいたまスーパーアリーナのアリーナモードでLEVEL.4を開催した。
2019年8月28日に発売されたan・anで、ゲーム実況者としては異例の特集が組まれた。8月29日にオンエアされたTOKYO FMのラジオ番組『SCHOOL OF LOCK!』にゲストとして出演。
2020年2月1日、さいたまスーパーアリーナのスタジアムモードにてゲーム実況イベントLEVEL.5-FINAL-を開催する。12月1日、セカンドオリジナルソング「全く身にならないキセキ」を公開。まふまふがプロデュース、再生回数は500万回を達成した。
2021年1月22日、キヨがナレーションを行う『リトルナイトメア2』のテレビCMが放送開始。
2021年10月20日、自身のTwitterにて、2022年にキヨ猫のアニメ化を発表する。10月28日、任天堂から特別に許諾を得て『マリオパーティ スーパースターズ』の先行プレイを投稿し、話題となる。
2022年11月13日、日曜劇場『アトムの童』にて本人役としてドラマ出演した。
2022年12月4日より、自身のYouTubeチャンネルにて、アニメ『きよねこっ』の配信が開始した。また、『ゼルダの伝説 ブレス オブ ザ ワイルド』の実況動画が、YouTubeの発表する2022年「国内トップゲーム動画」部門で年間一位となった。
2023年6月1日、東京ドームにて「TOP4 in TOKYO DOME」を開催した。同年12月13日には、『ゼルダの伝説 ティアーズ オブ ザ キングダム』の実況が、YouTubeの2023年「国内トップゲーム動画」部門で2年連続となる年間一位となった。2024年10月31日には実況デビュー15周年を記念して、東京ドームで単独イベント「キヨの東キヨドーム in TOKYO DOME」を開催した。

## 人物
明るくテンションの高い実況スタイル。一方で長時間の撮影ではテンションを維持しきれず素の口調で喋っていたり、ゲームで負けが込んだ時やクリアに時間がかかっている時に実況を放棄して無言でプレイしたりしていることもしばしばあり、本人もそういったシーンを敢えてカットせずに動画に残していることが多い。
悪口や暴言、下ネタを発することが多く、前述の実況スタイルから、同じグループのフジには「テンションと勢いと大声と暴言でのし上がった」と言われている。しかし根は真面目な性格であり、実況するゲームでも小さい子供や母親などに対しては優しさを前面に出した接し方をすることが多い。
大声の実況が目立つ一方で、私生活では比較的無口であることが多いという。TOP4の牛沢の動画では、質問募集で「プライベートで動画とのテンションが一番違う人は誰？」と聞かれた時に真っ先にキヨの名が挙げられた。
大のサッカー好きであり、趣味としてフットサルを挙げている。乃木坂46や佐々木希のファンであり、度々動画内でネタにしていることがある。マリオシリーズでは、ルイージが好きなキャラクターである。
Twitterやラジオ番組などの発言から、まふまふ、Eve、となりの坂田。、天月、KANA-BOONの古賀隼斗や、米津玄師など、様々なミュージシャンと親交がある。
また、自分が巻き込まれやすいなどと思っているところもあり、一例を挙げるとLINEで偽のアカウントを作られたりしている。
「スーパーマリオブラザーズ35」の実況中に発した叫び声（優勝した時）が車の急ブレーキ音に酷似しており、それを視聴者が動画のコメント欄で指摘するということがあった。その後Twitterで本人がコメントで指摘された叫び声について動画付きで呟いたところ、2020年12月1日時点でいいね数が47万、リツイート数が16.4万に上るほどに反響があった。その後、この叫び声を何かの映像で使われているブレーキ音と差し替えたネタ動画、現存のBGMにこのブレーキ音を用いた音MADがYouTubeやTwitterで作られ、それをキヨが視聴するという動画にして本人が取り上げた。

## 出演

### ウェブ番組
過去のレギュラー番組
- キヨめろ繚乱のヤフヤフ放送局（2014年4月1日 - 8月26日、ニコニコ ヤフヤフ放送局）
- 876TV レトルト・キヨ・繚乱のゲーム実況！（2014年5月30日 - 2015年3月17日、ニコニコ バンダイナムコ公式チャンネル）
- ドグキヨのガルでボアボアいかせて（2014年10月25日 - 2015年3月28日、ニコニコ、YouTube）[47]
- キヨめろ繚乱のヤフヤフ放送局 おかわり（2015年9月8日 - 11月10日、ニコニコ、YouTube）

#### 主な出演番組
2012年
- 60時間ぶっ通し！ゲーム『ダークソウル』を全部クリアするまでお正月は終わらないぞ生放送！（2012年1月3日、ニコニコ公式）[48]
- ニコニコ超会議（2012年4月28日 - 4月29日、幕張メッセ）
- ニコニコ超パーティーLast Night～２×０～（2012年4月29日、ニコニコ公式）[49]
- お疲れ超会議！ゲーム『ロックマン』シリーズ 30時間ぶっ通し！クリアまで終わらない生放送！（2012年4月29日 - 4月30日、ニコニコ公式）
- 呑んでみた5～ゲーム実況者と遊んでみた～（2012年6月23日、新宿ロフトプラスワン、ニコニコ）[50]

2013年
- ニコニコ超パーティーⅡ特番！ニコラジSP in 渋谷スペイン坂スタジオ（2013年3月9日、渋谷スペイン坂スタジオ、ニコニコ公式）[51]
- ニコニコ超会議２（2013年4月27日 - 4月28日、幕張メッセ）
  - PSブース：SOUL SACRIFICE（2013年4月28日）
  - 超ゲームエリア ゲーム実況ステージ 60分ぶっ通しゲーム実況 縛りプレイに挑戦！（2013年4月28日、ニコニコ公式）[52]
  - ニコニコ超パーティーII ～Last Night Carnival～ in ニコニコ超会議2（2013年4月28日、ニコニコ公式）[53]
- 零シリーズ+フリーゲーム 72時間ゲーム実況（2013年8月9日、ニコニコ公式）[54]
- 東京ゲームショウ2013（2013年9月19日 - 9月22日、幕張メッセ）
  - インディーズゲームフェス2013ステージ インディーズゲーム×実況プレイヤー（2013年9月21日 - 9月22日、ニコニコ公式）[55][56]
- ディバゲのがっこう ガッチマン＆最終兵器俺達キヨ＆レトルト（2013年11月3日、ニコニコ ゲームのがっこう）
- 自作ゲーム44作品24時間ぶっ通しゲーム実況（2013年12月13日、ニコニコ公式）[57]
- 全力!ネットユーザーつくり場〜集まれ!ドリームクリエイター〜収録第8回目（2013年12月24日、ニコニコ公式）

2014年
- 全力!ネットユーザーつくり場〜集まれ!ドリームクリエイター〜（テレビ東京）
  - 第16回 つくり場CD誕生までの軌跡（2014年1月26日、テレビ東京）[58]
  - 全力!ネットユーザーつくり場〜収録第10回目（2014年2月18日、ニコニコ公式）
  - 第21回 鉄板！ゲーム実況（2014年3月9日、テレビ東京）
- 超パーティーⅢ 約250名出演者発表～出演者でシェアハウスしてみた～（2014年2月15日、ニコニコ公式）
- ガッチマン・キヨ・レトルト『ディバインゲート』生放送！（2014年2月16日、ニコニコ公式）[59]
- ゲーム実況大放出！バンダイナムコゲームス８７６分生放送（2014年3月29日、ニコニコ公式）
- ニコニコ超会議3（2014年4月26日 - 4月27日、幕張メッセ）
  - 超ゲームエリア 超ゲーム実況（2014年4月26日、ニコニコ公式）[60]
  - 出張!キヨめろ繚乱のヤフヤフ放送局（2014年4月26日）
  - 超ニコラジⅢ★だいたい7時間ぐらいの生放送！（2014年4月27日、ニコニコ公式）[61]
  - ニコニコ超パーティーIII 〜Last Night〜（2014年4月27日、ニコニコ公式）[62]
- 映画「青鬼」 最速生実況 出演：キヨ（最終兵器俺達）、レトルト（2014年7月4日、ニコニコ公式）
- 自作ゲーム69作品48時間ぶっ通しゲーム実況（2014年8月15日、ニコニコ公式）[63]
- マックスむらい vs キヨ。＆赤髪のとも　キッチン・スナイパーズ・アイ（2014年8月29日、ニコニコ）
- 東京ゲームショウ2014（2014年9月18日 - 9月21日、幕張メッセ）
  - ニコニコ・ゲーム実況ブースから定点中継（2014年9月19日、ニコニコ公式）[64]
  - レトキヨ繚乱TGS バンダイナムコゲームスブース（2014年9月19日 - 9月21日、ニコニコ公式）
  - ガルボアＴＧＳ＠ドグマと暇つぶし雑談＆ゲーム実況（2014年9月20日 - 9月21日、ニコニコ公式）[65][66]
- ジャンル対抗卓球大会！出演：キヨ、蛇足、仮面ライアー217、ほか（2014年12月19日、ニコニコ公式）
- キヨ。チャンネル開設記念「ゲーム実況者人狼」（2014年11月8日、ニコニコ公式）
- 人生あまちゃんネル ゲスト「最終兵器俺達」（2014年11月16日、ニコニコ公式）[67]
- 初心者でもわかる！マインクラフト講座！ 講師:赤髪のとも/初心者代表:キヨ（2014年12月5日、ニコニコ公式）
- ジャンル対抗卓球大会！出演：キヨ、蛇足、仮面ライアー217、ほか（2014年12月19日、ニコニコ公式）
- SIMPLE1500シリーズをゲーム実況！出演：キヨ（2014年12月26日、ニコニコ公式）

2015年
- お正月遊びに挑戦！出演：最終兵器俺達（2015年1月4日、ニコニコ公式）[68]
- ゲーム実況者セレクト　厳選自作ゲーム実況プレイ　出演：キヨ、牛沢、ほか（2015年1月23日、ニコニコ公式）
- マックスむらい＆キヨ＆赤髪のとも vs 川越シェフ 紅蓮の料理対決（2015年1月22日、ニコニコ）
- 闘会議2015（2015年1月31日 - 2月1日、幕張メッセ）
  - 本当に強いのは俺だ！「太鼓の達人」＆「ファミリーシリーズ」対決！（2015年2月1日、ニコニコ公式）[69]
  - マリオカートスペシャルステージ（2015年2月1日、ニコニコ公式）
- 『SimCity』で実況者街づくり対決 出演：牛沢、キヨ、ガッチマン、レトルト（2015年2月4日、ニコニコ公式）
- 『EX人生ゲーム』を実況プレイ 出演：レトルト、キヨ、牛沢、まお（2015年2月6日、ニコニコ公式）
- SENSORS（2015年2月7日、日本テレビ）
- 『CLOCK TOWER GHOST HEAD』クリアまで一気に実況プレイ　出演：キヨ、ガッチマン、ヒラ（2015年2月13日、ニコニコ公式）
- 「浅草花やしき」を実況プレイ 夜の園内から生中継 出演：レトルト、キヨ（2015年3月22日、ニコニコ公式）
- マインクラフトWEEK with Google Play : 赤髪のとも x キヨ（2015年3月22日、YouTube）[70]
- 第二回ゲーム実況者人狼〜超会議まであと14日～（2015年4月11日、ニコニコ公式）
- 「THE SIMS4」で人生を実況プレイ　出演：牛沢、キヨ、まお〜超会議まであと12日〜（2015年4月13日、ニコニコ公式）
- ニコニコ超会議2015（2015年4月25日 - 4月26日、幕張メッセ）
  - スーパーマリオ30周年SPステージ ゲームセンターCX in ニコニコ超会議2015（2015年4月25日、ニコニコ公式）
  - 「ホラーゲームお化け屋敷」逆ホラ―部屋でネットから恐怖を届けよう！（2015年4月25日、ニコニコ公式）
  - 超ゲーム実況ステージ@ニコニコ超会議2015（2015年4月26日、ニコニコ公式）
  - 超チャンネル生放送 超キヨの人生あまちゃんネル～超会議会場から生中継SP～（2015年4月26日、ニコニコ）
- まったりモンスト with Google Play :赤髪のとも x レトルト x キヨ x love（2015年5月2日、YouTube）[71]
- 映画「青鬼ver2.0」最速生実況 出演：キヨ 、レトルト（2015年7月3日、ニコニコ）
- スーパーマリオメーカー つくって♪あそんで♪マリオ隊（2015年9月12日、ニコニコ）
- 東京ゲームショウ2015（2015年9月17日 - 9月20日、幕張メッセ）
  - YouTubeブース YouTuber スプラトゥーントーナメント!（2015年9月20日、YouTube）[72]
- ウイニングイレブン2016発売記念実況スペシャル（2015年10月4日、ニコニコ）
- キヨの今夜も人生あまちゃんネル 最俺4人で『SFドタバタパーティー!!』闘TV（2015年10月19日、ニコニコ公式）
- ニコニコ超パーティー2015（2015年10月25日、さいたまスーパーアリーナ、ニコニコ公式）[73]
- 第三回ゲーム実況者人狼 闘TV（2015年11月21日、ニコニコ公式）

2016年
- 「人生ゲーム ダイナミックドリーム」を実況プレイ ～最俺、新年特番～ 闘TV（2016年1月9日、ニコニコ公式）
- ウイニングイレブン2016 実況スペシャル再び（2016年2月7日、ニコニコ公式）
- 『マリオテニス ウルトラスマッシュ』を実況プレイ 出演：キヨ、レトルト 闘TV（2016年2月13日、ニコニコ公式）
- 『ポッ拳　POKKÉN TOURNAMENT』ガチンコ対決 出演：キヨ、towaco、フジ、ヒラ（2016年4月23日、ニコニコ公式）
- 第一回ゲーム実況者メダル王決定戦 闘TV（2016年4月24日、ニコニコ公式）
- レト、キヨ、ガッチマン、FB777みんなでマイエンジェル！！876TV 最終回（2016年5月16日、ニコニコ公式）
- 第四回ゲーム実況者人狼【闘TV】（2016年5月28日、ニコニコ公式）
- はじめしゃちょーのマイクラPE街づくり Google Play Game Fest キヨ×はじめ（2016年6月23日、YouTube）[74]
- この夏行きたい ハウステンボスの魅力をゲーム実況者がお伝えしますSP 闘TV（2016年7月13日、ニコニコ公式）
- 実況者ぶらりノープラン福岡の旅 闘TV（2016年8月10日、ニコニコ公式）
- スポーツの秋 ゲーム実況者運動不足解消大作戦 闘TV（2016年9月28日、ニコニコ公式）

2017年
- LEVEL.3発表特番（2017年7月8日、ニコニコ）

2018年
- LEVEL.4大発表特番（2018年6月2日、ニコニコ、AbemaTV）[75]
- みんなでスーパー マリオパーティ(2018年10月5日、AbemaTV)

2019年
- LEVEL.5 -FINAL- 大発表特番（2019年8月17日、Twitter）

### テレビドラマ
2022年
- 日曜ドラマ「アトムの童」第5話 本人役（2022年11月13日、TBS）

### ラジオ
2019年
- SCHOOL OF LOCK!（2019年8月29日、エフエム東京）

2023年
- TOP4のオールナイトニッポン（2023年1月7日、ニッポン放送）[5]

### CM
- バンダイナムコエンターテインメント「リトルナイトメア2」（2021年）ナレーション[76]
- PlayStation® × YOASOBI「PLAYERS」30周年特別CM(2025) キ3 CV:キヨ

## イベント
2012年
- ニコニコ超会議（2012年4月28日 - 4月29日、幕張メッセ）
  - ニコニコ超パーティーLast Night〜2×0〜（2012年4月29日）[49]
- 呑んでみた5～ゲーム実況者と遊んでみた～（2012年6月23日、新宿ロフトプラスワン）[50]

2013年
- 〜最終兵器俺達〜 公開ゲーム実況（2013年2月24日、神戸 THE CHICKEN GEORGE）
- ニコニコ超パーティーⅡ特番！ニコラジSP in 渋谷スペイン坂スタジオ（2013年3月9日、渋谷スペイン坂スタジオ）[51]
- ニコニコ超会議2（2013年4月27日 - 4月28日、幕張メッセ）
  - PSブース：SOUL SACRIFICE（2013年4月28日）
  - 超ゲームエリア ゲーム実況ステージ 60分ぶっ通しゲーム実況 縛りプレイに挑戦！（2013年4月28日）[52]
  - ニコニコ超パーティーII 〜Last Night Carnival〜 in ニコニコ超会議2（2013年4月28日）[53]
- 東京ゲームショウ2013（2013年9月19日 - 9月22日、幕張メッセ）
  - インディーズゲームフェス2013ステージ インディーズゲーム×実況プレイヤー（2013年9月21日 - 9月22日）[55][56]
- 公開ゲーム実況（2013年10月27日、東京ヤクルトホール）

2014年
- ニコニコ超会議3（2014年4月26日 - 4月27日、幕張メッセ）
  - 超ゲームエリア 超ゲーム実況（2014年4月26日）[60]
  - 出張!キヨめろ繚乱のヤフヤフ放送局（2014年4月26日）
  - 超ニコラジⅢ★だいたい7時間ぐらいの生放送！（2014年4月27日）[61]
  - ニコニコ超パーティーIII 〜Last Night〜（2014年4月27日）[62]
- 公開ゲーム実況NEXT（2014年6月7日、東京ニッショーホール）
- EXIT TUNES ACADEMY FINAL SPECIAL 2014（2014年8月3日、さいたまスーパーアリーナ）
- 東京ゲームショウ2014（2014年9月18日 - 9月21日、幕張メッセ）
  - ニコニコ・ゲーム実況ブース（2014年9月19日）[64]
  - レトキヨ繚乱TGS バンダイナムコブース（2014年9月19日 - 9月21日）
  - ドグマと暇つぶし雑談＆ゲーム実況 ガルボアステージ（2014年9月20日 - 9月21日）[65][66]
- 公開ゲーム実況SPECIAL（2014年11月2日、東京よみうりホール）

2015年
- 闘会議2015（2015年1月31日 - 2月1日、幕張メッセ）
  - バンダイナムコブース 本当に強いのは俺だ！「太鼓の達人」＆「ファミリーシリーズ」対決！（2015年2月1日）[69]
  - ゲーム実況ステージ マリオカートスペシャルステージ（2015年2月1日）
- ニコニコ超会議2015（2015年4月25日 - 4月26日、幕張メッセ）
  - スーパーマリオ30周年SPステージ ゲームセンターCX in ニコニコ超会議2015（2015年4月25日）
  - 超ゲーム実況ステージ@ニコニコ超会議2015（2015年4月26日）
  - 超チャンネルエリア 超キヨの人生あまちゃんネル～超会議会場から生中継SP～（2015年4月26日）
- 東京ゲームショウ2015（2015年9月17日 - 9月20日、幕張メッセ）
  - YouTubeブース YouTuber スプラトゥーントーナメント!（2015年9月20日）[72]
- ニコニコ超パーティー2015（2015年10月25日 さいたまスーパーアリーナ）[73]

2016年
- LEVEL.1（2016年3月12日、中野サンプラザホール）
- 全く身にならないイベント in 大阪（2016年9月10日、大阪サンケイホールブリーゼ）
- 全く身にならないイベント in 札幌（2016年9月25日、札幌道新ホール）

2017年
- LEVEL.2（2017年3月25日、東京国際フォーラムホールA）

2018年
- LEVEL.3（2018年1月6日、日本武道館）
- ゲーム実況わくわくフェスティバル ver.5（2018年1月7日、日本武道館）
- LEVEL.4（2018年12月26日、さいたまスーパーアリーナ・アリーナモード）

2020年
- LEVEL.5 -FINAL-（2020年2月1日、さいたまスーパーアリーナ・スタジアムモード）

2023年
- TOP4 in TOKYO DOME（2023年6月1日、東京ドーム）

2024年
- キヨの東キヨドーム in東京ドーム

## ディスコグラフィ
楽曲
- レトルト×キヨ×露吐 feat.結月ゆかり - 全く身にならないソング（2015年3月12日、ニコニコ動画で公開）
- キヨ×レトルト - 全く身にならない日々（2018年1月8日、YouTubeで公開）
- キヨ×レトルト - 全く身にならないキセキ（2020年12月1日、YouTubeで公開）
- キヨ - 有頂天猫（2022年、作詞・作曲：Eve、編曲：Numa） - アニメ『きよねこっ』EDテーマ、ミュージックビデオには乃木坂46の賀喜遥香が出演[77][78]。
- TOP4(キヨ、レトルト、ガッチマン、牛沢） - フォーマンセル（2023年6月1日、YouTubeで公開）- 作詞、作曲はYOASOBIのAyase、編曲はRockwellが担当。
- キヨ - オッドストーリー（2024年、作詞・作曲：Eve、編曲：Eve／ZINGAI、ストリングスアレンジ：徳澤青弦）

参加作品
- V.A. - ニコ動とテレ東「つくり場」から生まれた企画アルバム〜集まれ!ドリームクリエイター（2014年2月19日、オムニバスアルバム）

## 書籍
- つもる話もあるけれど、とりあえずみんなゲーム実況みようぜ!（2011年8月1日、ハーヴェスト出版、ISBN 4434157043）
- ゲーム実況の中の人（2012年6月12日、PHP研究所、ISBN 4569805787）
- 公式ニコニコ動画の中の人 2冊目（2011年11月29日、PHP研究所、ISBN 4569800653）
- ボカロPlus mini Vol.1 最終兵器俺達×M.S.S Project 実況座談会スペシャル（2013年3月11日、徳間書店、ISBN 4197203624）
- Trickster Age Vol.3（2013年6月29日、徳間書店、ISBN 4197203691）
- Trickster Age Vol.4（2013年7月31日、徳間書店、ISBN 4197203705）
- MSSPとか最俺とかいい大人達とかが出ているゲーム実況者の本（2014年1月15日、KADOKAWA/エンターブレイン、ISBN 404729425X）
- an・an 2165号（2019年8月28日、マガジンハウス）
- an・an 2416号（2024年10月2日、マガジンハウス）

## Webアニメ
キヨ猫を主人公としたWebアニメ『きよねこっ』が2022年12月4日から2023年4月9日にかけてキヨのYouTubeチャンネルにて配信された。

### 主題歌
「有頂天猫」
歌 - キヨ、作詞・作曲 - Eve、編曲 - Numa

### キャスト
- キヨ、キヨ猫 - キヨ
- なでなでおじさん、ハエ配りジジイ、クソ発明ジジイ、ハトの餌食いジジイ、セーブポイントジジイ、フラフーピで裸誤魔化しジジイ、ゴミ屋敷ジジイ - くじら
- 女子高生A、サオリ、スタッフA - 佐倉綾音
- 女子高生B、たばこババア - 杉本ゆう
- 女子高生C、リアン[注釈 1] - 小澤亜李
- ゲームオーバー[注釈 2]、マネージャー - 伊東健人
- トヨ - 小林ゆう
- 雪月ヒカリ - 芳根京子
- 三郎、デープ・スペクター - 榎木淳弥
- 医者、監督 - 福島潤
- 翼羽翼ツバサ - 内山昂輝
- マイケル・スコティッシュフォールド - 小山力也
- スタッフB - 浦和希

### スタッフ
- 原案 - キヨ
- 原作・キャラクター原案 - 大石浩二
- 監督 - 吉崎譲
- コンテ - 春日森春木
- 演出 - 萩原悠理
- 制作協力 - Reom
- 動画・仕上げ - マカリア、関義裕、米田実穂、常州米豆動画、RiTeraPictures
- 2DCG - 米田実穂、花房、李彦慷、宮城大翔
- 撮影 - 戴斯豪
- 撮影協力 - シアン
- 編集 - 鶴田茉也
- 音響 - 阿部信行
- 録音 - 竹内俊平
- 効果 - 櫻井陽子
- 音響スタジオ - オンリード / スタジオインスパイア
- 劇伴音楽 - 宝野聡史
- 企画 - room NB
- 製作 - 高際謙二
- プロデューサー - 大浜拓哉
- タイトルロゴ - 五島英一
- 設定協力 - よしとも
- 制作指揮 - 吉崎譲
- キャラクターデザイン - 本間ユカ、Root100
- 美術設定・3DCG - 山田翔
- 美術ボード - 中津海瑠夏
- 色彩設計 - 大井美空
- 美術監督 - 中津海瑠夏
- 撮影監督 - 戴斯豪
- プロダクションマネージャー - 菅沼玲奈、鶴田茉也、羽野衣純、空木有利奈（第6話 - 第10話）
- 企画協力 - AQUA ARIS
- アニメーション制作 - マカリア